# Седлиська (Рациборський повіт)
Седлиська (пол. Siedliska, нім. Siedel) — село в Польщі, у гміні Кузня-Рациборська Рациборського повіту Сілезького воєводства.
Населення — 610 осіб (2011).
У 1975-1998 роках село належало до Катовицького воєводства.

## Демографія
Демографічна структура станом на 31 березня 2011 року:
|          | Загалом | Допрацездатний вік | Працездатний вік | Постпрацездатний вік |
| -------- | ------- | ------------------ | ---------------- | -------------------- |
| Чоловіки | 302     | 41                 | 217              | 44                   |
| Жінки    | 308     | 40                 | 195              | 73                   |
| Разом    | 610     | 81                 | 412              | 117                  |